# Eulepidotis tabasconis
Eulepidotis tabasconis är en fjärilsart som beskrevs av George Francis Hampson 1926. Eulepidotis tabasconis ingår i släktet Eulepidotis och familjen nattflyn. Inga underarter finns listade i Catalogue of Life.